# Стейт-Лайн (Айдахо)
Стейт-Лайн (англ. State Line) — місто в окрузі Кутенай, штат Айдахо, США. Згідно з переписом 2010 року населення становило 38 осіб, що на 10 осіб більше, ніж 2000 року.

## Географія
Стейт-Лайн розташований за координатами 47°42′20″ пн. ш. 117°2′9″ зх. д. / 47.70556° пн. ш. 117.03583° зх. д. (47.705442, -117.035874).  За даними Бюро перепису населення США в 2010 році місто мало площу 0,24 км², уся площа — суходіл. В 2017 році площа становила 0,29 км², уся площа — суходіл.

## Демографія

### Перепис 2010 року
За даними перепису 2010 року, у місті проживало 38 осіб у 20 домогосподарствах у складі 9 родин. Густота населення становила 146,7 ос./км². Було 21 помешкання, середня густота яких становила 81,1/км². Расовий склад міста: 100,0 % білих.
Із 20 домогосподарств 25,0 % мали дітей віком до 18 років, які жили з батьками; 20,0 % були подружжями, які жили разом; 15,0 % мали господиню без чоловіка; 10,0 % мали господаря без дружини і 55,0 % не були родинами. 40,0 % домогосподарств складалися з однієї особи, в тому числі 20 % віком 65 і більше років. У середньому на домогосподарство припадало 1,90 мешканця, а середній розмір родини становив 2,56 особи.
Середній вік жителів міста становив 41,5 року. Із них 23,7 % були віком до 18 років; 0,0 % — від 18 до 24; 34,2 % від 25 до 44; 15,8 % від 45 до 64 і 26,3 % — 65 років або старші. Статевий склад населення: 55,3 % — чоловіки і 44,7 % — жінки.

### Перепис 2000 року
За даними перепису 2000 року, в місті проживало 28 осіб у 11 домогосподарствах у складі 5 родин. Густота населення становила 180,2 ос./км². There were 12 помешкання, середня густота яких становила 77,2/км². Расовий склад міста: 85,71 % білих, 3,57 % індіанців, 7,14 % інших рас і 3,57 % людей, які зараховують себе до двох або більше рас. Іспанці та латиноамериканці незалежно від раси становили 10,71 % населення.
Із 11 домогосподарств 45,5 % мали дітей віком до 18 років, які жили з батьками; 27,3 % були подружжями, які жили разом; 9,1 % мали господиню без чоловіка, і 54,5 % не були родинами. 27,3 % домогосподарств складалися з однієї особи, в тому числі none віком 65 і більше років. У середньому на домогосподарство припадало 2,55 мешканця, а середній розмір родини становив 3,40 особи.
Віковий склад населення: 32,1 % віком до 18 років, 10,7 % від 18 до 24, 42,9 % від 25 до 44 і 14,3 % від 45 до 64. Середній вік становив 30 років. Статевий склад населення: 67,9 % — чоловіки і 32,1 % — жінки.
Середній дохід домогосподарств у місті становив $46 250, родин — $23 750. Середній дохід чоловіків становив $30 938 проти $20 833 у жінок. Дохід на душу населення в місті був $16 758. Жодної родині і 26,3 % населення перебували за межею бідності, включаючи жодного до 18 років і жодного від 65 і старших.